# Ypsilonwachtel
Die Ypsilonwachtel (Synoicus ypsilophora Syn.: Coturnix ypsilophora) ist eine Vogelart aus der Familie der Fasanenartigen (Phasianidae), die hauptsächlich im australasiatischen Grasland vorkommt.
Die IUCN listet die Art als nicht gefährdet (least concern).

## Merkmale
Die Ypsilonwachtel ist die größte Wachtel Australiens.
Sie ist gänzlich braun gesprenkelt und variiert von einem gelblichen bis rötlichen Braun. Die Oberseite ist fein weiß-silbrig gestreift, die Unterseite mit einem V-förmigen, grau-weißen Streifenmuster. Der Kopf ist schmucklos mit einem dunklen Augenfleck.
Das Weibchen ist generell weniger rötlich mit stärkeren Streifen.
Die Nominatform ypsilophorus von Tasmanien ist die größte der Unterarten und hat gelbe Augen (im Gegensatz zu australis mit roten Augen).

## Unterarten
Die Ypsilonwachtel lebt im australasiatischen Raum, wurde aber auch auf Fidschi und Neuseeland eingeführt.
Es werden folgende Unterarten unterschieden:
- S. y. raaltenii - mittlere und östliche Kleine Sundainseln, Tanimbarinseln
- S. y. pallidior - Sumba und Sawu
- S. y. saturatior - Tiefländer des nördlichen Neuguineas
- S. y. dogwa - Tiefländer des zentralen bis südlichen Neuguineas (Trans Fly Savanne)
- S. y. plumbeus - Tiefländer der Huon-Halbinsel und südöstliches Neuguinea
- S. y. monticola - Bergländer des südöstlichen Neuguineas
- S. y. mafulu - mittelmontanes östliches und südöstliches Neuguinea
- S. y. australis - Australisches Festland

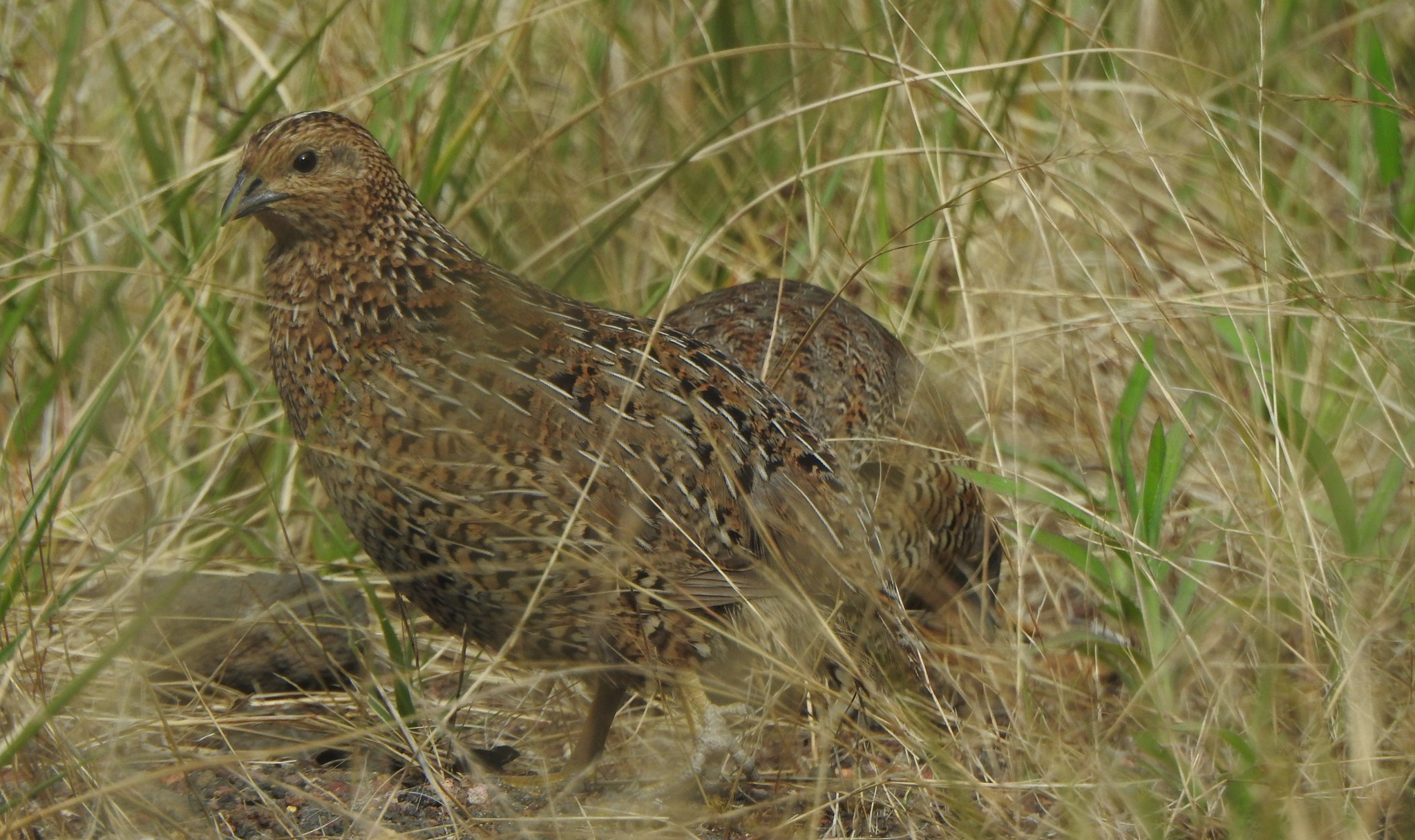
S. y. australis

- S. y. ypsilophorus - Tasmanien

## Lebensraum
Die Ypsilonwachtel bewohnt feuchtes Grasland mit dichter Vegetation, hohes tropisches Grasland, sumpfige Küstenheiden, Melaleuca- und Banksia-Dickichte und Spinifex-Savannen.

## Verhalten
Sie sind meistens paarweise oder in Gruppen von 10 bis 20 Vögeln anzutreffen. Bei Störung fliegen sie blitzartig pfeifend auf, verschwinden aber sehr schnell wieder in der Deckung.

### Nahrung
Die Vögel suchen im hohen Gras Samen und Insekten.

### Stimme
Es kommt ein lautes, ansteigendes Pfeifen vor.

### Brutzeit
Die Art brütet im Süden von August bis März, im Norden von Oktober bis Mai.
Das Nest ist ein grasbewachsener Krater in hoher Deckung, meist in Wassernähe.